# Псалтрия-карлик
Псалтрия-карлик (лат. Aegithalos exilis) — вид птиц семейства длиннохвостые синицы (Aegithalidae). Когда-то этот вид объединяли вместе с остальными членами его семейства с настоящими синицами Paridae. Отношения этого вида и рода с другими видами в его семействе неясны, но все же его помещают  в семейство Aegithalidae из-за сходства в поведении и вокализации.

## Распространение
Эндемик индонезийского острова Ява. Распространён в центральных (южнее Семарангa) и в западных горных районах.

## Описание
Псалтрия-карлик — самая маленькая птица в семействе Aegithalidae и самый маленький вид птиц на Яве,  её длина тела 8—8,5 см. Характеризуется рыхлым оперением, большой округлой головой, коротким коническим клювом, короткими заострёнными крыльями и длинным квадратным хвостом. Голова, спина, крылья и хвост тёмно-серые с голубоватым оттенком. Горло и грудь пепельно-серые. Брюхо и бока бледно-серые. Клюв черноватой окраски, цевка желтоватая, а радужина глаз светло-жёлтого цвета.

## Образ жизни
На Яве распространение вида ограничено горными лесами и плантациями на высоте более 1000 м. В западной части острова иногда спускается до высот 830 м. Обычно встречается в хвойных лесах и других типах светлых лесов, а также часто этот вид отмечают на опушках леса. Передвигается небольшими семейными группами из 4-6 птиц. Проводит большую часть времени в поисках пищи под пологом леса. Питается насекомыми, пауками и другими мелкими беспозвоночными, изредка ягодами и семенами. Размножаются дважды в год, в период с марта по май и между августом и ноябрем. Самка строит мешкообразное гнездо из лишайников и паутины. В гнезде 4-8 яиц. Инкубация длится около двух недель. За птенцами ухаживают все члены семейной группы, к которой принадлежит пара. Вылет молодых из гнезда примерно через 16 дней после вылупления.